# Републикански път III-9006
Републикански път IIІ-9006 е третокласен път, част от Републиканската пътна мрежа на България, преминаващ изцяло по територията на Варненска област, Община Аврен. Дължината му е 24,7 km.
Пътят се отклонява надясно при 121,7 km на Републикански път I-9 северно от село Приселци и се насочва на запад през Авренското (Момино) плато. Минава през селата Здравец и Аврен, слиза от платото в долината на Провадийска река и в източната част на село Синдел се свързва с Републикански път III-9044 при неговия 11,4 km.
| Пътища, отклоняващи се надясно (населено място, № на пътя, посока на пътя) | km   | Пътища, отклоняващи се наляво (посока на пътя, № на пътя, населено място) |
| -------------------------------------------------------------------------- | ---- | ------------------------------------------------------------------------- |
| Община Аврен, I-9, 121,7 km →                                              | 0,0  | → 121,7 km, I-9, Община Аврен                                             |
|                                                                            | 2,4  | ← 20,5 km, III-9042 (от с. Пчелник)                                       |
| с. Здравец                                                                 | 6,8  | с. Здравец                                                                |
| (за за 18,2 km III-9004) общински път ←                                    | 12,9 |                                                                           |
| с. Аврен                                                                   | 16,6 | → с. Аврен, общински път (за 9.3 km на III-9042)                          |
| (до гр. Девня) III-9044, 11,4 km, с. Синдел ←                              | 24,7 | ← с. Синдел, 11,4 km, III-9044 (от 17,5 km на III-904)                    |